# Ubiratan Pereira Maciel
Ubiratan Pereira Maciel, detto Bira (San Paolo, 18 gennaio 1944 – Brasilia, 17 luglio 2002), è stato un cestista brasiliano.

## Carriera
Con il Brasile ha disputato tre edizioni dei Giochi olimpici (Tokyo 1964, Città del Messico 1968, Monaco 1972) e cinque dei Campionati mondiali (1963, 1967, 1970, 1974, 1978).

## Palmarès
- FIBA World Cup All-Tournament Teams: 1

1970